# Мірза Галіб
Мірза Галіб (*27 грудня 1797 —15 лютого 1869) — урдумовний та перськомовний поет та письменник часів остаточної загибелі династії Великих Моголів.

## Життєпис
Походив зі знатної тюркської родини. Син Мірзи Абдули Баіг-хана, сановника нізамів Хайдарабада. При народжені отримав ім'я Мірза Асадула Баіг-хан. У 1803 році втратив батька, який загинув у битві при Алварі (Раджастхан). Малий Мірза Асадула виховувався своїм дядьком. У 1810 році одружується й переїздить до Делі. Тут завершив освіту, зокрема вивчив перську та арабську мови, вивявив хист до складання віршів. Завдяки своєму таланту поета у потрапив до двору номінального володаря з Великих Моголів. У 1850 році падишах Бахадур Шах Зафар надав Галібу аристократичні титули дабір-уль-мульк та наджим-уд-даула, а також стає придворним істориком. У 1854 році стає насавником падишаха у поезії, а у 1856 році призначається вчителем шах-заде Фахр-ал-Діна. У 1857 році Мірза Галіб пережив Сипайське повстання, загибель свого учня та значної частини родини Бахадур Шах Зафара.
Втім Мірза Галіб залишився у Делі, продовжуючи займатися творчістю. Водночас намагався виклопотати пенсію в британського уряду (як придворний аристократ Моголів), проте марно. Наприкінці життя отримав покровительство від наваба Рампура.

## Творчість
Галіб був не тільки поетом, однаково успішно писав на фарсі та урду, але і вченим, не поривав з реальною дійсністю і підтримував авторитет справжнього знання. Так, в «Рецензії на Аїн-і Акбарі» Абу-л-Фазла він закликає не відвертатися від проблем реального буття, жити днем сьогоднішнім, а не «торішнім календарем» і висловлює захоплення перед силою людського розуму, чудесами науки і техніки, що перетворюють енергію води і вітру.